# Ciudad Rodrigo

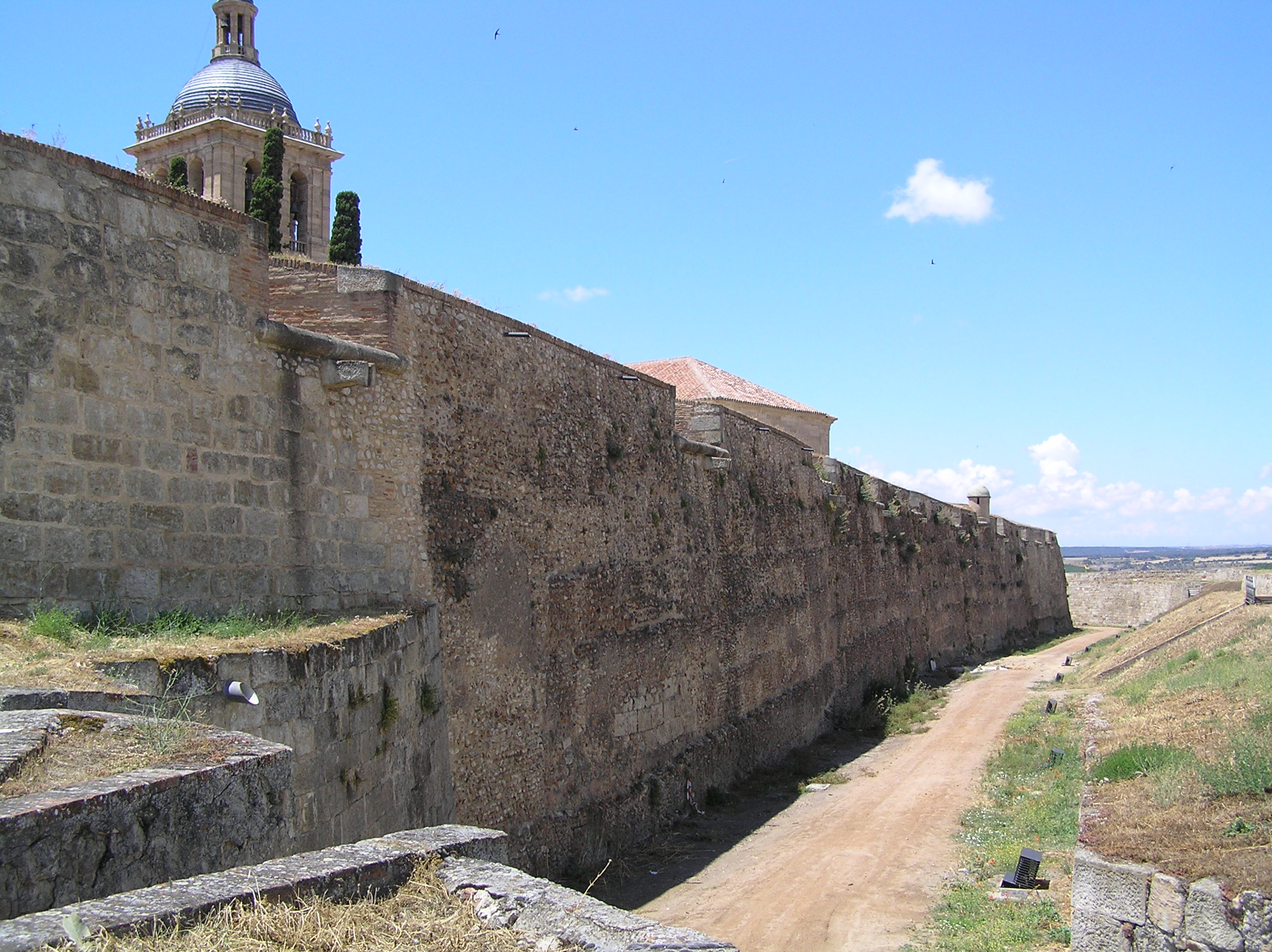
Stadens murar byggdes av Ferdinand II av León under 1100-talet och byggdes om under 1600-talet.

Ciudad Rodrigo (spanskt uttal: [θjuˈðað roˈðɾiɣo]) är en stad och kommun i provinsen Salamanca i den autonoma regionen Kastilien och León i västra Spanien. Staden ligger nära gränsen till Portugal, cirka 84 kilometer sydväst om Salamanca. Kommunen har 11 846 invånare (2024), på en yta av 240,13 km².
Ciudad Rodrigo breder ut sig runt stadens stora katedral. Staden är belägen på en höjd vid floden Águeda, och platsen har varit bebodd sedan stenåldern. Staden är också känd som Mirobriga, vilket ger associationer till en forntida keltisk by i den moderna stadens ytterområde.
Under spanska självständighetskriget belägrades och intogs staden av fransmännen 1810, för att återtas av britterna och spanska juntamedlemmar under Arthur Wellesleys ledning 1812.